# FK Třinec
FK Třinec – czeski klub piłkarski mający swoją siedzibę w Trzyńcu, w Czechach. W sezonie 2022/2023 zespół spadł do MSFL (trzeciej klasy rozgrywkowej).

## Historia

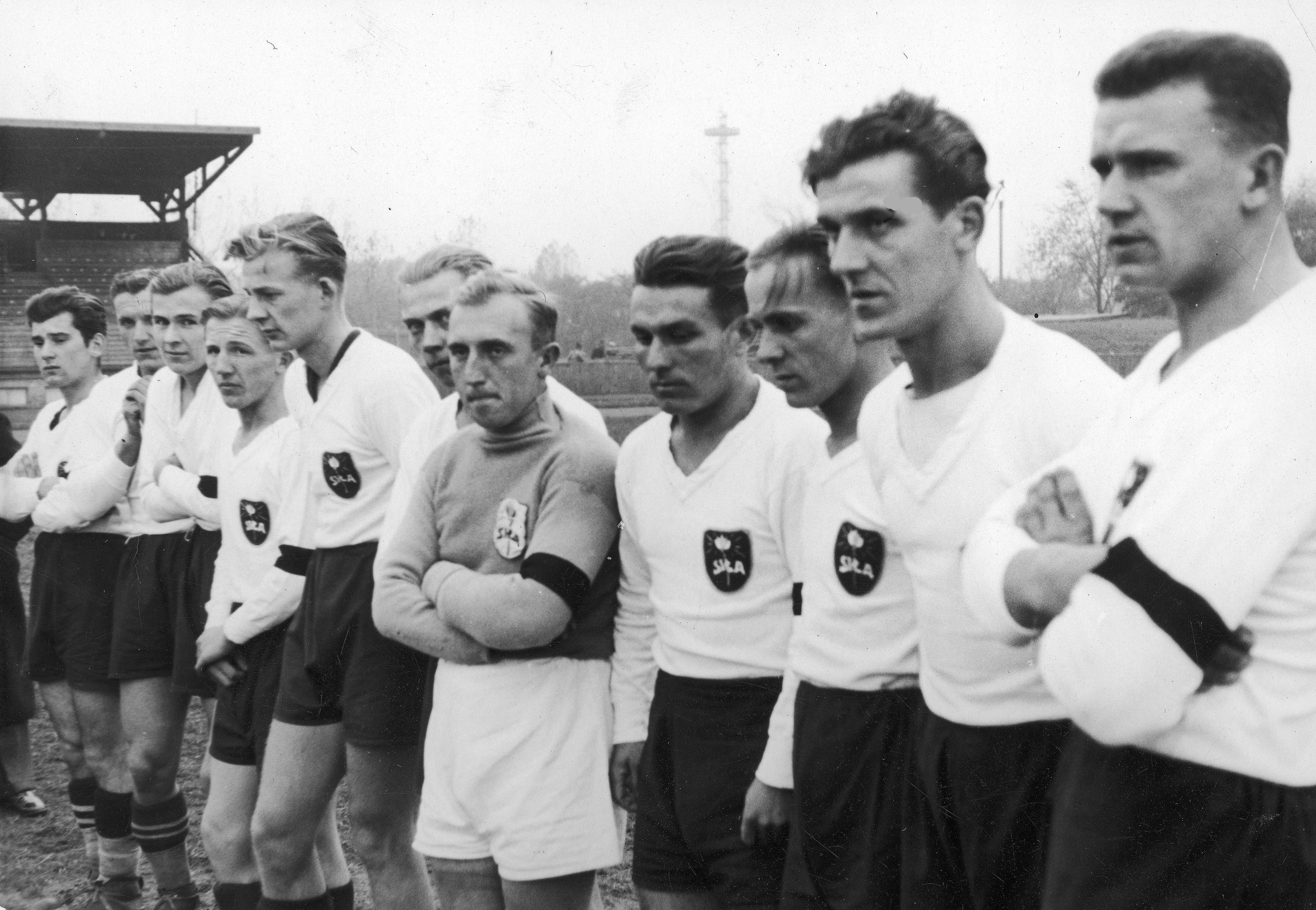
Zawodnicy Siły Trzyniec przed meczem w Katowicach w 1938 roku

W 1921 roku założono w Trzyńcu polski klub Siła Trzyniec, niedługo później powstał także niemiecki DSV Trzynietz. W 1923 roku również ówczesna czeska mniejszość utworzyła SK Třinec. Po wojnie począwszy od 1948 roku komuniści czescy poczęli ograniczać działalność różnych organizacji społecznych, czego efektem likwidacji wielu polskich organizacji politycznych, było także unicestwienie klubów narodowych jak Polonia Karwina, czy właśnie Siła Trzyniec, poprzez połączenie ich z innymi czeskimi klubami. Od 1952 roku istniał w Trzyńcu już tylko jeden klub o nazwie TŽ Třinec. Największe sukcesy klub osiągnął w latach 70. pod wodzą trenera Jozefa Jankecha, kiedy to z powodzeniem radził sobie w I Lidze.

### Chronologia nazw
- 1921: Polski Klub Sportowy Siła Trzyniec
- 1952: Dobrovolná sportovní organizace Třinecké železárny (DSO TŽ) Třinec – po fuzji  Sokola z polskim Klubem Sportowym Siła Trzyniec
- 1953: Dobrovolná sportovní organizace (DSO) Baník Třinec
- 1958: Tělovýchovná jednota Třinecké železárny (TJ TŽ) Třinec
- 1993: Sportovní klub (SK) Železárny Třinec
- 2000: Fotbalový klub (FK) Fotbal Třinec

## Aktualna kadra
| Nr | Poz. | Piłkarz           |
| -- | ---- | ----------------- |
| 1  | BR   | Martin Lipčák     |
| 2  | PO   | Filip Przyczko    |
| 4  | PO   | Petr Joukl        |
| 5  | OB   | Radek Kuděla      |
| 6  | PO   | Martin Maroši     |
| 7  | OB   | Ondřej Buzek      |
| 8  | PO   | František Hanus   |
| 9  | NA   | Martin Doležal    |
| 10 | PO   | Pavel Malíř       |
| 11 | OB   | Petr Lisický      |
| 96 | PO   | Patryk Woroniecki |
| 13 | NA   | Ebus Onuchukwu    |

| Nr | Poz. | Piłkarz             |
| -- | ---- | ------------------- |
| 14 | OB   | Michael Hupka       |
| 15 | PO   | Miroslav Ceplák     |
| 16 | OB   | Jaroslav Chlebek    |
| 17 | NA   | Pavel Karlík        |
| 18 | OB   | Marcin Bednarek     |
| 19 | PO   | Ondřej Byrtus       |
| 20 | OB   | Daniel Rehák        |
| 21 | OB   | Tomáš Cihlář        |
| 22 | BR   | Václav Bruk         |
| 24 | PO   | Patrik Siegl        |
| 25 | NA   | Peter Štyvar        |
| 26 | NA   | Tomas Radzinevičius |